# Хлоповы
Хлоповы — древний дворянский род.
Род внесён в VI часть дворянской родословной книги Тверской и Курской губерний.

## Происхождение и история рода
Существуют две версии о выезде родоначальника Хлоповых:
1. К великому князю Ивану Даниловичу Калите выехал из Тмутаракани родственник хана Синей Орды Казы-Гирей по прозванию Хлопец, а в крещение имя ему Илья[1].
2. Родоначальник рода Хлоповых — Мустафа, в Святом крещении Илия, татарский князь, выехавший из Золотой Орды к великому князю Юрию Всеволодовичу.

Фёдор Семёнович ясельничий (1501), участник похода великого князя на Великий Новгород (1508), послан к Цесарю (1516). Константин Данилович взят в плен под Оршей, умер в Троках († до 1525). Дмитрий Константинович записан в Дворовой тетрадь (1550).
Назарий и Матвей Степановичи, Иваны Большой и Меньшой Андреевичи несли фонарь над свечею государыни на свадьбе царя Ивана IV Васильевича Грозного и Анны Васильчиковой (1575), также на этой свадьбе присутствовали Василий Иванович, Василий Михайлович, Григорий Захарьевич, ясельничий Иван Назарьевич, Тимофей Иванович и Захарий Лишний поезжане, Тимофей Андреевич ходил «с чарою», Нехороший Александрович «ходил за санями, был у платья, замыкал постелю и стряпал с белым платьем» (1575), постельничий (1576).
Иван Данилович и Андрей Хлоповы владели поместьями в Коломенском уезде (до 1577). Матвей Лишний на свадьбе царя Ивана Грозного и Марии Фёдоровны Нагой сидел у «государева места» (1581), воевода в Верхотурье (1603—1604). Иван Хлопов служил под Володимерцем (1576), посол к крымскому хану (1584). Тимофей Андреевич описывал и межевал земли Московского уезда (1580—1586). Илья прозванием Нехороший постельничий царя Ивана Грозного. Андрей «делатель города» Рыльска (1585).
Хлопова Мария Ивановна выбрана и объявлена невестой царя Михаила Фёдоровича (1616), ей переменили имя на Анастасию, и она уже ездила с царём на богомолье в Троице-Сергиев монастырь, а родные приближены к царскому двору, но её оговорил Михаил Михайлович Салтыков, после чего Мария Ивановна сослана с родственниками в Тобольск.
Кирилл Осипович стольник (1658—1676), воевода, думный дворянин (1677), окольничий (1682—1686), боярин (1690).

## Описание герба
Официально Высочайше утверждённого герба рода Хлоповых не имеется.
В Гербовнике Анисима Титовича Князева 1785 года имеется печать Петра Семёновича Хлопова: щит разделен горизонтально на две части. В первой части, в синем поле, два коричневых льва, стоящими на задних лапах, мордами внутрь щита. Между львами коричневый человек, над которым золотая корона. Во второй части, в красном поле, золотой ключ, бородкой вниз, над которым серое крыло. Сквозь кольцо золотого ключа, проденуты Х-образно, остроконечием вверх серая стрела и остроконечием вниз серый меч (герб потомства Идриса). Щит покрыт княжеской мантией и увенчан дворянской короной.

## Известные представители
- Хлопов Назарий Степанович — участник свадьбы царя Ивана Грозного и Анны Васильчиковой (1575), пожалован золотым за московское осадное сидение в Новогородке (1604), воевода в Кашине (1614—1615), послан в Пермь Великую и Соль камскую для хлебного сбора (1620).
- Хлопов Мирон Тимофеевич († 1634) — письменный голова, воевода в Нарыме (1601—1607 и 1611—1614), где построил храм Покрова Божией Матери с приделом, воевода в Тобольске (1608), Сольвычегодске (1616—1619), Великих-Луках (1622), описывал Костромской и Ярославский уезды (1627—1629).
- Хлопов Гаврила Васильевич — письменный голова, воевода в Тобольске (1603—1605), Вологде (1611), дана вотчина в Дмитровском уезде (1612), за московское осадное сидение (1608) дана вотчина в Романовском уезде (1614), служил во Владимирском судном приказе (1615), воевода в Уфе (1616—1618), Вятке (1628), пожалован поместьем в Дмитровском уезде (1627), московский дворянин (1627—1629), жена княжна Елена Никитична Елецкая.
- Хлопов Матвей Степанович — письменный голова, воевода в Верхотурье (1603—1605).
- Хлопов Иван Иванович — воевода в Вологде (1616—1619), московский дворянин (1627—1629).
- Хлопов Осип Тимофеевич — осадный голова в Можайске (1618), воевода в Козмодемьянске (1620), местничал с воеводой Большого полка в Туле Борисом Ивановичем Нащокиным (март 1623), пристав у Касимовского царя Араслана Алексеевича (1623), с другими дворянами оставлен управлять Москвой на время отъезда царя в Троице-Сергиев монастырь (май 1624), воевода в Томске (1625—1627), московский дворянин (1627—1640), писец Яренских книг (1628—1629), описывал и межевал Серпейский уезд (1634), на дворах англичан и немцев занимался «табачным» сыском (1639).
- Хлопов Гаврила Афанасьевич — воевода в Уфе (до 1620).
- Хлопов Никифор Никитич — стольник патриарха Филарета (1627—1629), московский дворян (1636—1640),
- Хлопов Фёдор Павлович — патриарший стольник (1629), московский дворянин (1636—1677), сопровождал государыню в Звенигород (январь 1652), Новодевичий монастырь (апрель 1652).
- Хлопов Порфирий Назарьевич — патриарший стольник (1629), московский дворянин (1636—1677).
- Хлоповы: Мирон Тимофеевич и Иван Гаврилович — московские дворяне (1627—1640).
- Хлопов Иван Гаврилович — московский дворянин (1636—1640), помещик села Обухово.
- Хлопов Дементий Фёдорович — воевода в Малмыже (1630), Козельске (1640—1641), вотчинник Московского уезда.
- Хлопов Семён Парамонович — патриарший стольник (1629), московский дворянин (1636—1677), воевода в Сапожке (1651), межевал и описывал Московский и Епифанский уезды (1653—1670).
- Хлопов Михаил Иванович — стольник (1671), стольник царицы Натальи Кирилловны (1676), стольник (1677—1691), стольник царицы Прасковьи Фёдоровны (1692).
- Хлоповы: Пётр Михайлович и Василий Семёнович — стольники царицы Прасковьи Фёдоровны (1686—1692).
- Хлоповы: Фёдор Никифорович, Лев Назарьевич, Иван Дементьевич, Ерофей и Василий Ивановичи — московские дворяне (1658—1692).
- Хлоповы: Михаил и Иван Никитичи, Иван Дементьевич Меньшой, Дмитрий Иванович — стряпчие (1679—1692).
- Хлоповы: Фёдор Семёнович, Семён Перфильевич, Яков Ерофеевич, Иван Дмитриевич — стольники (1692).
- Хлопов Алексей Иванович — воевода на Кинешме (1764), помещик Романовского уезда (1755—1763)[2][4][5].